# Tivernon
Tivernon település Franciaországban, Loiret megyében. Lakosainak száma 282 fő (2022. január 1.). Tivernon Lion-en-Beauce, Poinville, Santilly, Toury, Chaussy és Oison községekkel határos.

## Népesség
A település népessége az elmúlt években az alábbi módon változott:
| Lakosok száma | 283  | 226  | 239  | 234  | 253  | 270  | 285  | 288  | 291  | 282  |
|               | 1968 | 1982 | 1990 | 2006 | 2013 | 2015 | 2017 | 2019 | 2020 | 2022 |